# Banco Santander (Reino Unido)
Banco Santander UK es un banco británico de origen español, filial del Grupo Santander. La filial gestiona sus asuntos de forma autónoma, con su propio equipo directivo local, responsable únicamente de su desempeño.

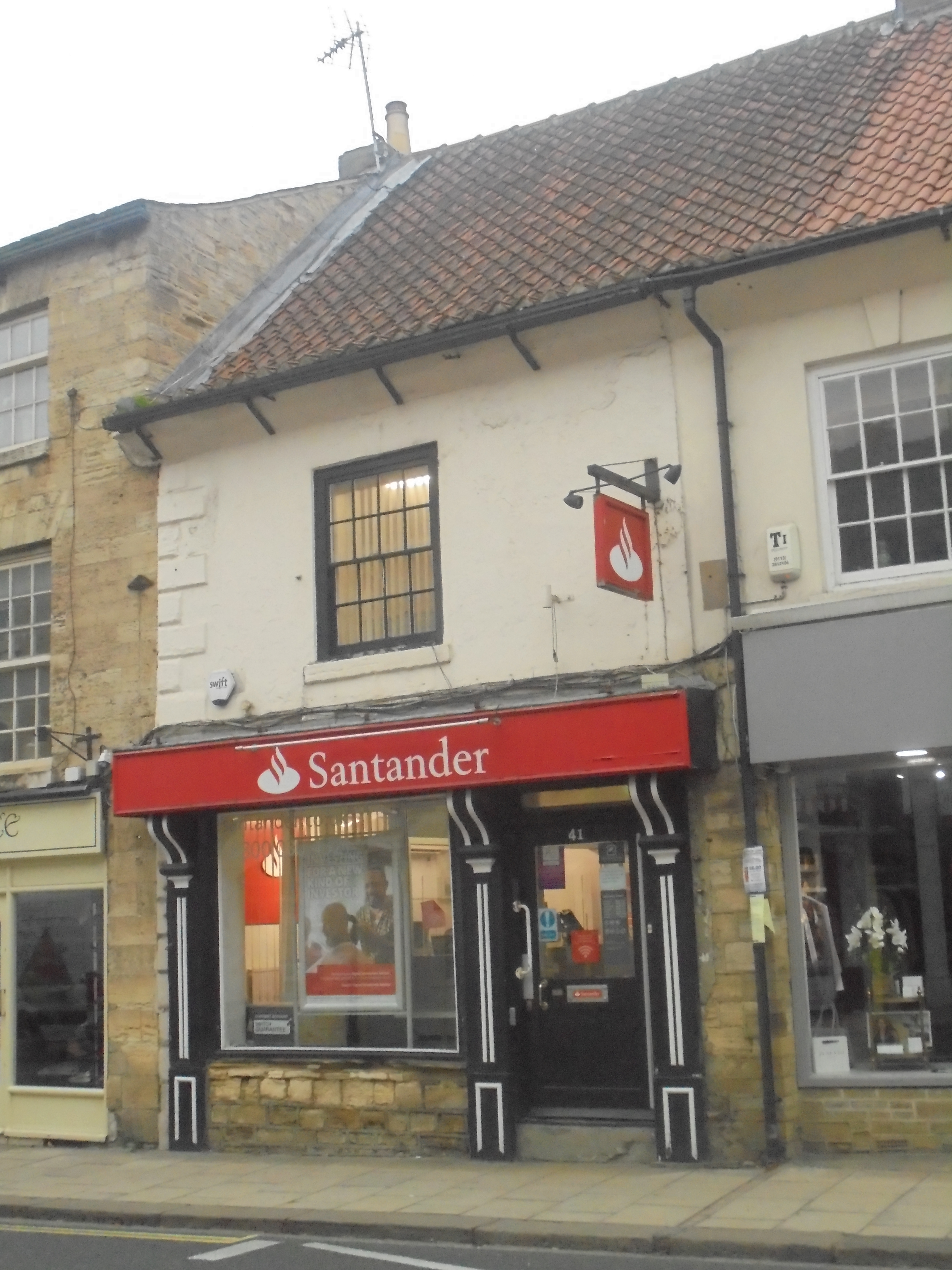
Santander, Wetherby (2018).

Santander UK es uno de los principales bancos británicos y uno de los mayores proveedores de hipotecas y ahorros en el Reino Unido. El banco tiene aproximadamente 20,000 empleados, 14 millones de clientes activos, con casi 1,010 sucursales y 50 centros de negocios corporativos.
El banco, con sede en el distrito londinense de Camden, se estableció el 11 de enero de 2010 cuando Abbey National plc se fusionó con el negocio de ahorro y las sucursales de Bradford & Bingley plc, y pasó a llamarse Santander UK plc. Alliance & Leicester plc se fusionó con el nuevo negocio en mayo de 2010.
Entre 2007 y 2010, Santander UK fue clasificado como el peor banco en atención al cliente según el estudio de satisfacción de banca minorista de J. D. Power UK. Sin embargo, su gama de productos '123' se ubicó en el tercer lugar en el Reino Unido en 2013 y, en una encuesta realizada por moneysavingexpert.com en 2014, los clientes calificaron su satisfacción como la mejor de entre los grandes bancos. 
En octubre de 2011, Moody's rebajó la calificación crediticia de doce firmas financieras del Reino Unido, incluida Santander UK, culpando a la debilidad financiera. En junio de 2012, Moody calificó a Santander UK con una posición financieramente más saludable que su empresa matriz.